# Калібр (вимірювання)

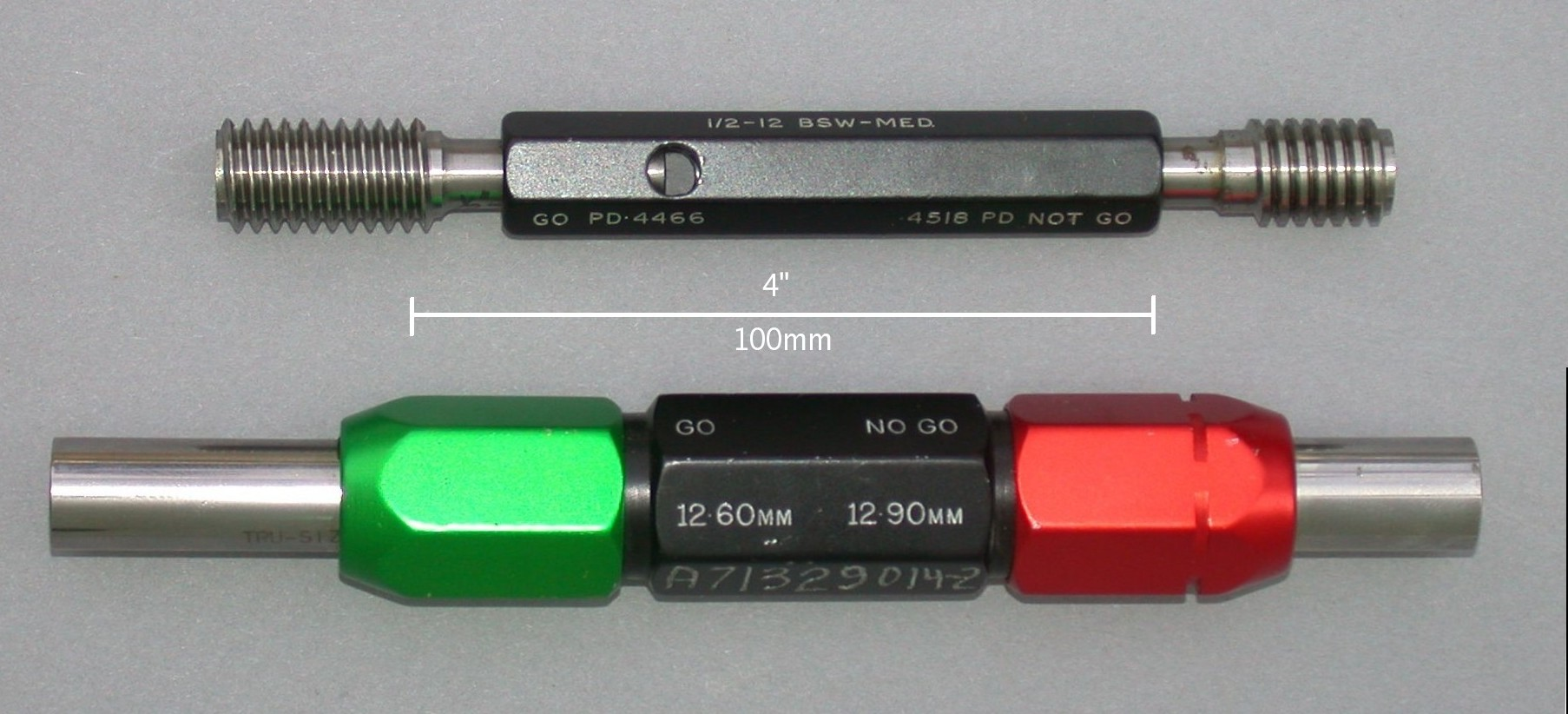
Двосторонні двограничні калібри для контролю внутрішньої різі (вгорі) і гладкого отвору (внизу)

Калі́бр — безшкальний засіб вимірювальної техніки, призначений для контролю, який відтворює геометричні параметри елементів виробу, що визначаються заданими граничними лінійними чи кутовими розмірами, і який контактує з елементом виробу поверхнями, лініями чи точками.

## Призначення
На відміну від штангенінструментів, мікрометрів та інших універсальних засобів вимірювання, калібрами не можна вимірювати дійсні розміри деталей та визначати їх числові значення. Калібри служать тільки для перевірки граничних розмірів деталей і визначення придатності як розмірів деталей, так і самої деталі. За допомогою калібрів з'ясовують виходить чи не виходить розмір, що перевіряється, за нижню або верхню границю розміру, тобто чи знаходиться дійсний розмір у полі допуску.

## Види калібрів
За областю використання калібри поділяють на:
- робочі, які застосовують для контролю виробів під час їх виготовлення на робочому місці;
- приймальні, з якими працюють працівники ВТК (відділ технічного контролю) при прийомі виробів;
- контрольні, які використовуються для контролю робочих калібрів і регульованих калібрів-скоб;
- установчі, які використовують для установки на заданий розмір регульованих калібрів і вимірювальних засобів.

За видами контролюючих поверхонь розрізняють:
- калібри-пробки;
- калібри-скоби;
- калібри-кільця;
- калібри-втулки.

За видом контрольованого розміру калібри бувають нормальні й граничні.

### Нормальні калібри
Нормальними називають калібри, що відтворюють заданий лінійний чи кутовий розмір і форму контрольованих елементів деталей. Нормальний калібр-шаблон застосовується для перевірки складних профілів.

### Граничні калібри

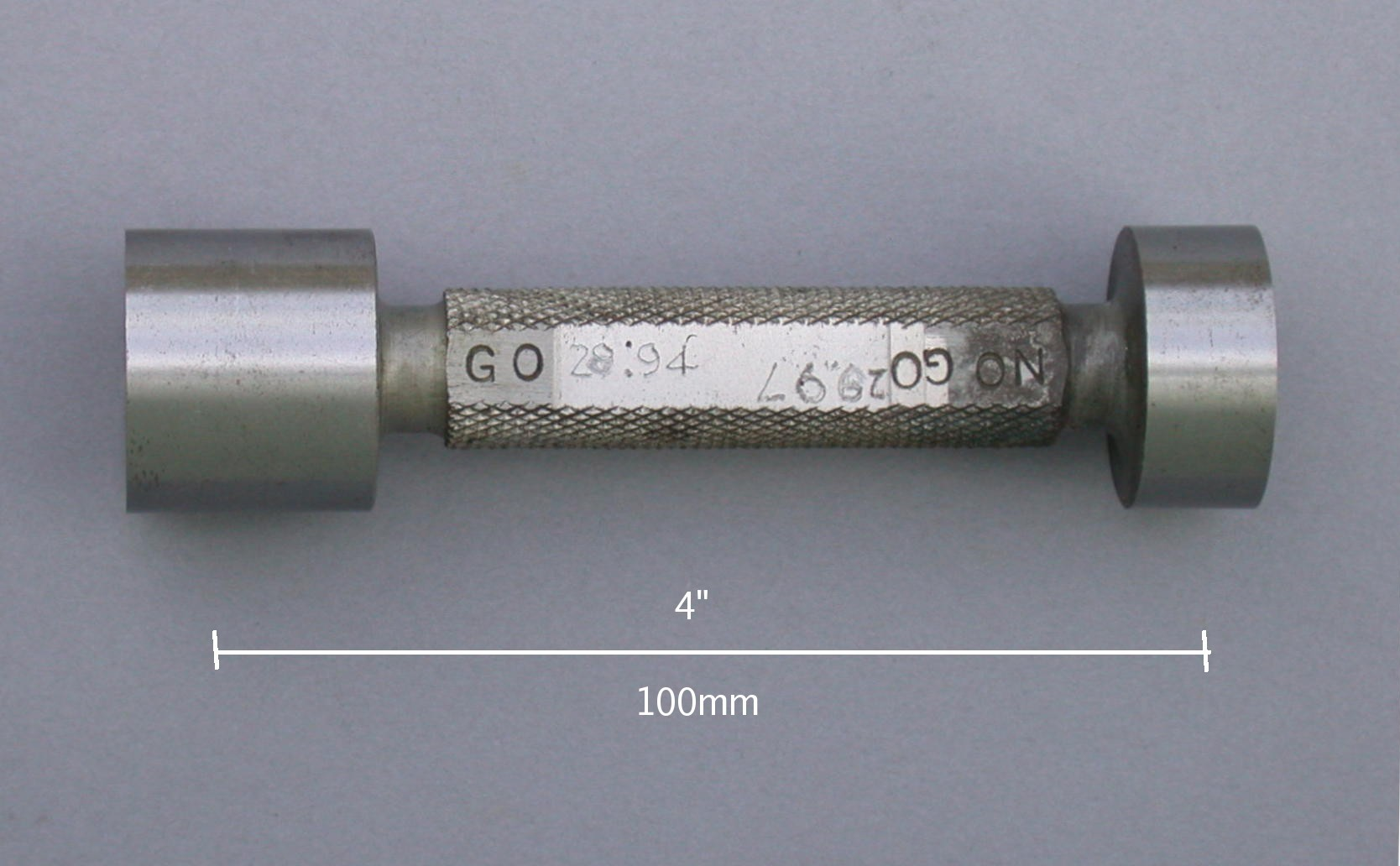
Двограничний двосторонній калібр для контролю циліндричних отворів

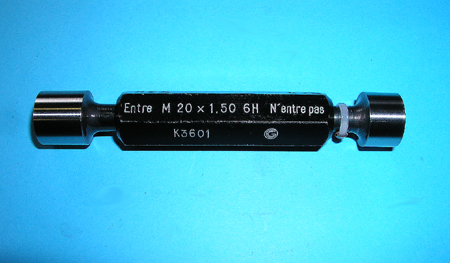
Двосторонній калібр-пробка М20х1,5 мм з полем допуску діаметра 6H. З лівого боку — прохідний, справа — непрохідний

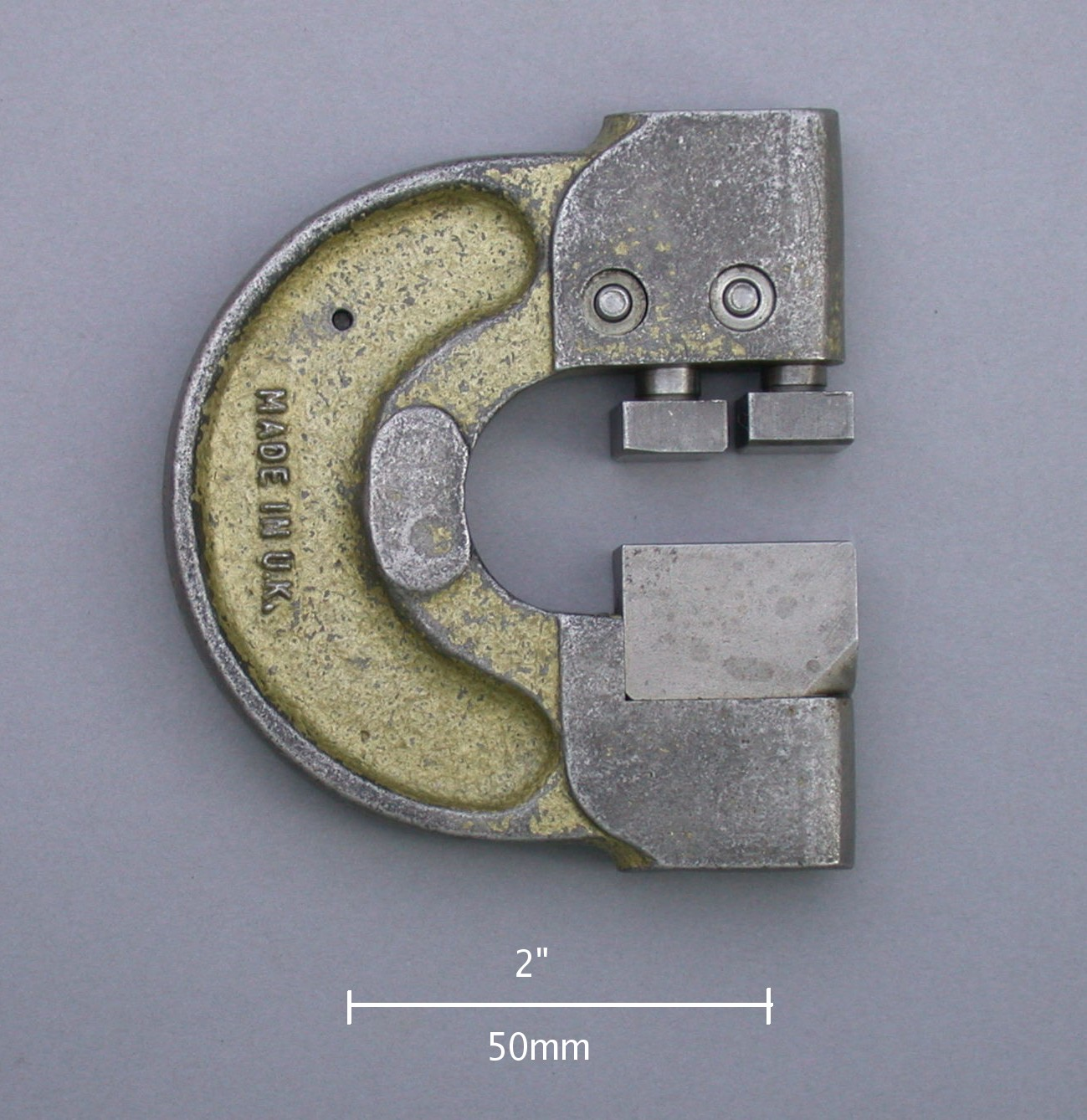
Калібр-скоба для контролю циліндричних деталей

Граничний калібр — калібр, який відтворює прохідну та/чи непрохідну межу геометричних параметрів елементів виробу. Граничні калібри мають два робочі розміри: один відповідає найбільшому граничному розміру, другий — найменшому граничному розміру. Один із зазначених розмірів називається прохідним (ПР), інший — непрохідним (НЕ). Граничні калібри бувають однограничними і двограничними.
Двограничний калібр — калібр, робочі поверхні якого мають геометричні параметри, які відповідають прохідній та непрохідній межам. Двограничні калібри за розміщенням робочих поверхонь бувають односторонніми і двосторонніми.
Однограничний калібр — калібр, робочі поверхні якого мають геометричні параметри, які відповідають прохідній або непрохідній межі
Граничними калібрами контролюють гладкі циліндричні, конусні поверхні, нарізні і шліцьові з'єднання, висоти виступів і глибини западин. Види граничних калібрів: калібр-скоба, калібр-пробка, різьбовий калібр-пробка, різьбовий калібр-кільце і т. д.
Граничні калібри застосовують для контролю отворів (пробки) і валів (скоби).
Калібри-пробки для отворів, бувають наступних конструкцій:
- пробки із вставками із дроту для контролю отворів діаметром від 1 до 3 мм;
- двосторонні пробки, що мають вставки короткими хвостовиками для контролю отворів діаметром від 1 до 50 мм;
- для контролю отворів діаметром від 30 до 100 мм використають односторонні пробки;
- для контролю отворів діаметром більшим за 50 мм використовують пробки із неповним профілем;
- контроль розмірів від 250 до 1000 мм здійснюють штихмасами.

Калібри-скоби виготовляють одно- і двосторонніми з листових заготовок або штампованими. Крім жорстких калібрів-скоб, промисловість випускає і регульовані скоби (важільні). Калібри-скоби для контролю валів мають наступні конструкції:
- скоба листова однобічна від 1 до 180 мм;
- листова двостороння від 1 до 50 мм;
- скоба штампована двостороння від 3 до 100 мм;
- скоба регульована (вище за 8-ий квалітет) від 0 до 340 мм.

Придатність деталі перевіряють послідовним сполученням прохідного і непрохідного калібрів з деталлю. Деталь вважають придатною, якщо прохідний калібр під дією власної ваги або зусилля проходить, а непрохідний не проходить по контрольованій поверхні деталі. У цьому випадку дійсний розмір деталі перебуває між заданими граничними розмірами. Якщо прохідний калібр не проходить, деталь можна поправити, а якщо непрохідний проходить, деталь є непоправним браком, тому що розмір такого вала менший за найменший граничний розмір, а розмір такого отвору більший від найбільшого допустимого граничного розміру.

## Вимоги до виготовлення калібрів
Матеріали для виготовлення калібрів:
- інструментальна легована сталь ХВГ, ШХ6, ШХ15;
- інструментальна вуглецева сталь У8.

З метою підвищення (до 5 раз) зносостійкості калібри хромують або, у випадку скоб, оснащують вставками із твердих сплавів.